# Lommel
Lommel – miasto w Belgii, w Regionie Flamandzkim, w prowincji Limburgia, w okręgu Maaseik. 1 stycznia 2024 liczyło 34 913 mieszkańców. Leży przy granicy z Niderlandami. 
W Lommel znajduje się polski cmentarz wojskowy z grobami 253 żołnierzy poległych w czasie walk w 1944. W 1946 z inicjatywy władz brytyjskich, zostały tu przeniesione ciała żołnierzy poległych w różnych częściach Belgii i Niderlandów. Spoczęli tu żołnierze 1 Dywizji Pancernej gen. Stanisława Maczka oraz polscy lotnicy, którzy zginęli walcząc o wyzwolenie Belgii. Jest to największy polski cmentarz w Belgii.
Znajduje się tam też największy niemiecki cmentarz z czasów II wojny światowej usytuowany poza granicami Niemiec. Pochowanych jest tam 39 111 żołnierzy.

## Podział administracyjny
W skład gminy nie wchodzi żadna dzielnica (deelgemeente).

## Współpraca
Miejscowości partnerskie:
- Ciudad Darío, Nikaragua
- Ongwediva, Namibia